# Roger Lemelin
Pour les articles homonymes, voir Lemelin.
Roger Lemelin (Québec, 7 avril 1919 - 16 mars 1992) est un écrivain  et journaliste québécois. Il est l'auteur de Les Plouffe, dont l'adaptation télévisée dans les années 1950 fut le premier grand succès de l'histoire de la télévision québécoise. Il fut aussi éditeur et éditorialiste du quotidien La Presse de 1972 à 1981. Il incarne, selon Élisabeth Nardout-Lafarge, « le romancier réaliste, l’un des premiers à avoir su camper un univers canadien-français concret ».

## Biographie
Né à Québec, dans le quartier St-Malo, le 7 avril 1919, Roger Lemelin est le fils de Joseph Lemelin et Florida Dumontier.  Il étudie chez les Frères des écoles chrétiennes et à l'Institut Thomas, section des études commerciales. Un accident de ski interrompt le début de sa carrière; fréquentant assidûment la bibliothèque du Parlement, il y rencontre Jean-Charles Bonenfant, qui le guide et l'encourage à entreprendre des études d'autodidacte.
En 1944, il publie son premier roman, Au pied de la pente douce, inspiré de la vie quotidienne et des personnages pittoresques de son quartier natal à Québec, Saint-Sauveur, ce qui n’interdit pas une certaine « dimension critico-parodique ». De 1944 à 1952, il est correspondant canadien pour les magazines américains Time et Life. Une bourse Guggenheim lui permet de rédiger son second livre, Les Plouffe, qui paraîtra en 1948.
Au début des années 1980, il prend contact avec le cinéma. Il prépare alors, avec Gilles Carle, le scénario du film Les Plouffe et, avec Denys Arcand et Gilles Carle, le scénario du film tiré de son roman Le Crime d'Ovide Plouffe.
Il est aussi journaliste et homme d'affaires. Il dirige de 1972 à 1981 le journal La Presse.
Une des 27 bibliothèques de la ville de Québec, celle du quartier Cap-Rouge où résidait Lemelin, porte son nom.
Fumeur invétéré, Lemelin est décédé en 1992 à l'Hôtel-Dieu de Québec à l’âge de 72 ans, un mois avant son 73e anniversaire, des suites d'un cancer des poumons.
Son corps a été incinéré et ses cendres furent enterrées au cimetière Saint-Charles à Québec, dans la fosse familiale. Sur sa pierre tombale on peut lire: « Roger Lemelin, écrivain, 7 avril 1919, 16 mars 1992. Ici finit mon beau voyage. J'ai écrit ma dernière page. »

## Œuvres

### Romans
- Au pied de la pente douce, 1944
- Les Plouffe, 1948
- Pierre le magnifique, 1952
- Le Crime d'Ovide Plouffe, 1982

### Nouvelles
- Fantaisies sur les péchés capitaux, 1949La nouvelle « Le Chemin de croix » de ce recueil a été traduite en allemand par Thorgerd Schücker sous le titre de « Die Kreuzwegstationen » et publiée dans Die weite Reise : Kanadische Erzählungen und Kurzgeschichten (Berlin : Volk und Welt, 1974), et dans Kanada erzählt (Francfort : Fischer Taschenbuch, 1992).

### Essais
- Les Voies de l'espérance, 1979

### Souvenirs
- La Culotte en or, 1980Un extrait a été traduit en allemand par Christina Kniebusch sous le titre de « Die goldene Hose » et publié dans Gute Wanderschaft mein Bruder : eine kanadische Anthologie (Leipzig : St. Benno,  1986).
- Autopsie d'un fumeur, 1988

## Honneurs
- 1946 - Prix David
- 1946 - Prix de la langue-française de l’Académie française
- 1949 - Membre de la Société royale du Canada
- 1965 - Prix de la langue-française de l'Académie française
- 1974 - Membre canadien de l'Académie Goncourt
- 1978 - Membre du Temple de la renommée de la presse canadienne
- 1978 - Doctorat ès-lettres honoris causa de l'Université Laurentienne de Sudbury
- 1978 - Doctorat en droit honoris causa de l'Université de Windsor
- 1980 - Compagnon de l'Ordre du Canada
- 1989 - Officier de l'Ordre national du Québec
- 1989 - Membre de l'Académie des Grands Québécois

## Hommages
- L'escalier et la côte de la Pente-Douce ont été nommés en l'honneur de son roman "Au pied de la pente douce" dans la ville de Québec en 1986 pour l'escalier et en 1992 pour la côte.
- L'avenue Roger-Lemelin, le Parc et la Place ont été nommés en son honneur dans la ville de Québec. L'avenue a été nommée en son honneur vers 1950 dans l'ancienne ville de Sillery, maintenant présente dans la ville de Québec depuis 2002. Le Parc a été nommée en 1992 dans la ville de Québec. La Place a été nommée en 1994, dans la ville de Québec.
- Une plaque "Ici vécut de la ville de Québec est présente au 646 rue Christophe-Colomb Ouest, en son honneur, pour indiquer son ancien lieu de résidence.
- Il est nommé membre d'honneur de l'Union des écrivaines et écrivains québécois (UNEQ)[5].